# Downing Street
Downing Street je ulice v centru Londýna, na níž se nacházejí budovy, které slouží již více než dvě století jako sídlo dvou nejdůležitějších představitelů vlády Velké Británie – předsedy vlády a ministra financí (ve vztahu k britské historii se také pro tyto funkce používalo označení První lord strážce pokladu a Druhý lord strážce pokladu).
Nejznámější adresou v této ulici je Downing Street číslo 10 – oficiální sídlo britského premiéra. Pro úřad předsedy vlády se také občas používá pojem Downing Street nebo Number 10, zatímco pro ministerstvo financí se používá pojem Number 11.

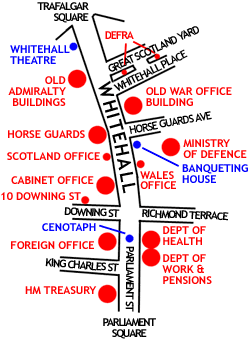
Mapka Whitehallu zobrazující hlavní vládní budovy

Downing Street se nachází ve Whitehallu, nedaleko od Parlamentu sídlícího ve Westminsterském paláci a na hranici pozemků obklopujících Buckinghamský palác. Ulice byla vybudována a pojmenována po siru Georgeovi Downingovi (1632–1689). Downing byl voják sloužící pod Oliverem Cromwellem a Karlem II. Za služby králi byl odměněn pozemkem sousedícím s St. James's Parkem. Na jedné straně ulice se nacházejí sídla premiéra, ministra financí a úřadu vlády. Druhou stranu ulice vyplňují budovy ministerstva zahraničí, vybudované v 19. století. Plány z 50. a 60. let 20. století na demolici těchto domů a vybudování staveb modernějšího charakteru nebyly realizovány.

## Obyvatelé ulice
- Downing Street číslo 9 – v současnosti sídlo úřadu vlády.
- Downing Street číslo 10 – oficiální sídlo britského premiéra.
- Downing Street číslo 11 – oficiální sídlo ministra financí.
- Downing Street číslo 12 – dříve sídlo úřadu vlády, v současné době sídlo tiskového, komunikačního, informačního a výzkumného oddělení předsedy vlády.

V průběhu doby používali jednotliví premiéři a ministři financí jednotlivé domy podle toho, jak to považovali za nutné. William Gladstone, v období kdy byl v druhé polovině 19. století několikrát v úřadu, obýval domy č. 10, č. 11 i č. 12, protože byl premiérem i ministrem financí. Po volbách v roce 1997 Tony Blair, ženatý premiér se třemi dětmi, které bydlí s rodinou, obsadil dům číslo 11, který je prostornější a to až do roku 2007, kdy jej na jeho postu vystřídal Gordon Brown, do té doby svobodný ministr financí, bydlící v domě číslo 10.
V roce 1989 byly u vstupu do Downing Street instalovány kovové vstupní brány, které měly chránit předsedu vlády (v té době Margaret Thatcherovou) před teroristickými útoky IRA. Do té doby byla tato ulice přístupná veřejnosti a lidé si mohli cestu do St. James's Parku zkracovat průchodem kolem sídla britského premiéra.

## Downing Street číslo 10

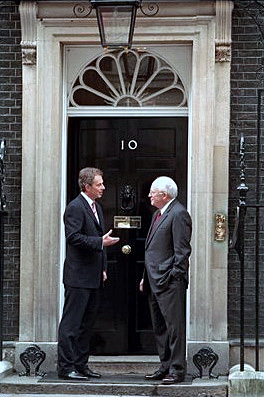
Premiér Tony Blair a viceprezident USA Dick Cheney před vchodem do Downing Street číslo 10

Dům číslo 10 byl sídlem britského premiéra od doby, kdy král Jiří II. daroval tento dům Robertu Walpole za jeho služby vlasti a trůnu. Walpole dar přijal s podmínkou, že dům bude sloužit premiérovi v době, kdy bude v úřadu a ne jen jemu osobně. Dům tak byl od roku 1731 používán jako sídlo britského premiéra.
V 18. a 19. století se dům číslo 10 zdál být příliš malý, nezajímavý a neodpovídající standardu, který požadovali někteří premiéři. Někteří z nich, nejznámějším byl Artur Wellesley, vévoda z Wellingtonu, tak bydleli ve svých rezidencích a tento dům nepoužívali.
Naopak Ramsay MacDonald, premiér zvolený na počátku 20. let 20. století za labouristickou stranu, řešil opačný problém. V době, kdy se do Downing Street číslo 10 nastěhoval jako premiér a kdy premiéři dostávali pouze minimální mzdu, musel přispívat ze svých soukromých prostředků na vybavení domu nábytkem a na plat služebnictva, z nichž někteří i při svém nízkém platu vydělávali víc než on.
Ve 40. letech 20. století se v důsledku ekonomických změn změnil styl využívání Downing Street 10. Místo původní rozlehlé rezidence se služebnictvem byl upraven na kanceláře, zatímco pracovna a byt premiéra byly vytvořeny z pokojů pro služebnictvo na poschodí. Stísněnost bytu vytvořeného z pokojů pro služebnictvo vedla některé premiéry k tomu, že tajně bydleli jinde i když tato skutečnost nebyla z bezpečnostních důvodů zveřejňována.
Před vchodem do domu číslo 10 tradičně stojí policista. Vstupní dveře lze otevřít pouze zevnitř. Na obou koncích Downing Street byly v době úřadování Margaret Thatcherové instalovány kovové brány jako ochrana před útoky teroristů. Přesto IRA podnikla úspěšný atentát, při kterém vybuchla u zadní stěny domu bomba v dodávkovém autě zaparkovaném na Whitehall. Bomba vybuchla v době, kdy premiér John Major vedl jednání vlády. Po dobu opravy budovy bylo sídlo premiéra přemístěno do nedalekého Domu Admirality, který je používán jako záložní sídlo premiéra v době oprav nebo z bezpečnostních důvodů.
V 50. letech 20. století bylo jasné, že dům číslo 10 je ve stavu, který hrozí zhroucením a nutně potřebuje opravu (pilíře v kanceláři vlády, které podepírají strop, držely jen na 200 let staré omítce, když dřevěné jádro pilířů bylo provrtané červotoči). Bylo rozhodnuto při opravě zachovat vnější vzhled obnovením fasády a interiér domu vybourat a obnovit podle původního stavu, za použití moderních ocelových a betonových prvků. Při obnově fasády bylo zjištěno, že původní barva omítky byla žlutá a dvousetletým působením znečištění zčernala. Barva obnovené fasády, s ohledem na zachování známého vzhledu, byla upravena na šedavou barvu.